# Fornai
Fornai è un singolo del rapper argentino Duki, pubblicato il 30 aprile 2020.

## Tracce
1. Fornai – 2:23